# Anne-Frank-Shoah-Bibliothek

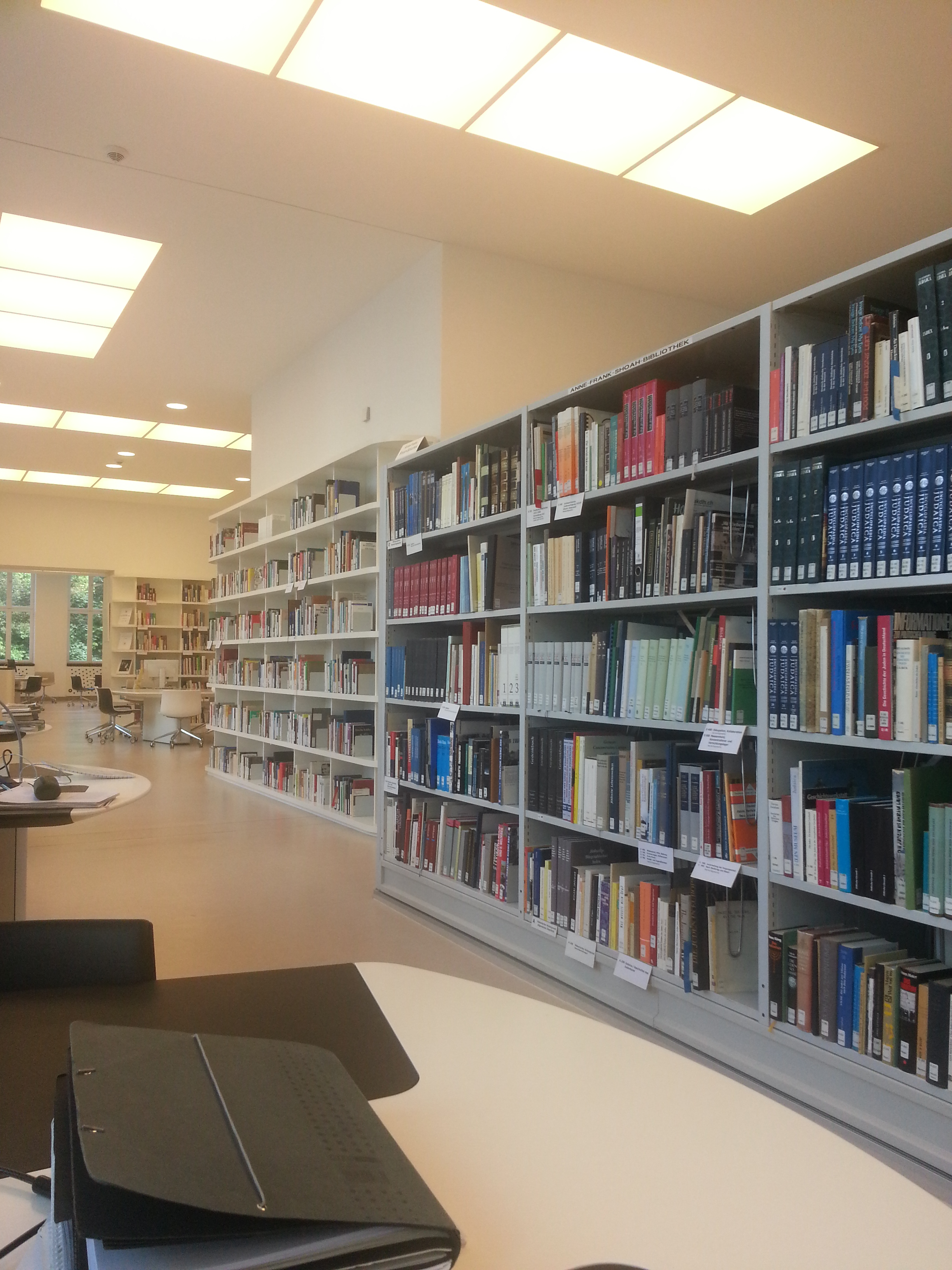
Anne-Frank-Shoah Bibliothek (2013)

Die Anne-Frank-Shoah-Bibliothek ist eine internationale Forschungs- und Spezialbibliothek zu den Themengebieten Holocaust und Shoah, Antisemitismus und Rassismus. Sie ist Teil der Deutschen Nationalbibliothek (DNB) am Standort Leipzig. Die Freihandbestände sind im Lesesaal der Anne-Frank-Shoah-Bibliothek zugänglich.
Die Bibliothek, benannt nach dem Holocaustopfer Anne Frank, wurde am 23. Juni 1992 auf Betreiben des Anne Frank-Fonds (AFF) in Basel gegründet. Vincent C. Frank-Steiner, Vorsitzender des AFF, brachte sein Anliegen 1990 bei der damaligen Präsidentin der Volkskammer der DDR, Sabine Bergmann-Pohl (CDU), vor. Er erfuhr Unterstützung durch die jüdische Organisation B’nai B’rith, die Konrad-Adenauer-Stiftung und das Bundesministerium des Innern sowie bei Verlegern und weiteren Persönlichkeiten. Ziel war es, die Literatur zur nationalsozialistischen Verfolgung und Ermordung der Juden sowie zur Verfolgung ethnischer, politischer, religiöser und anderer Minderheiten zu erschließen und zugänglich zu machen, um so insbesondere wissenschaftliche und Forschungsarbeiten zu unterstützen. Die Bibliothek richtet sich an Forscher, Wissenschaftler, Studenten, Pädagogen, Schüler usw.
Der Bestand ist im Verbundkatalog der Arbeitsgemeinschaft der Gedenkstättenbibliotheken (AGGB) verzeichnet. Er umfasst mehr als 14.000 Titel und 30.000 Daten, darunter Nachschlagewerke, wissenschaftliche Bücher, pädagogische Literatur, Kinder- und Jugendbücher, Zeitungen und Zeitschriften, audiovisuelle Medien, Karten und Plakate usw. Auf Mikrofilmen sind u. a. The Testaments of the Holocaust (Wiener Library) und Archives of the Destruction (Yad Vashem) bereitgestellt. Zugegriffen werden kann auf den Katalog des Leo Baeck Instituts in New York, das Gedenkbuch des Bundesarchivs für die Opfer der nationalsozialistischen Judenverfolgung in Deutschland 1933–1945 und das Informationsportal zur Zwangsarbeit unter dem Nationalsozialismus des Bundesarchivs in Koblenz.
1994 zeigte man die Fotografien Die unsichtbaren Lager. Das Verschwinden der Vergangenheit im Gedenken von Reinhard Matz. 2004 wurde durch Mirjam Pressler die Ausstellung Kindern vom Faschismus erzählen: Kinder- und Jugendliteratur zu Nationalsozialismus und Holocaust eröffnet, in der ca. 200 Titel aus dem Bestand der Bibliothek gezeigt wurden. Die Bibliothek unterstützte auch die „rollende Ausstellung“ Zug der Erinnerung aus Polen und Deutschland. Weitere Kooperationen bestehen etwa mit der Ephraim Carlebach Stiftung, den Jüdischen Wochen in Leipzig, der Arbeitsgemeinschaft Jüdischer Sammlungen in Deutschland, der Gedenkstätte Haus der Wannsee-Konferenz, dem Anne Frank Zentrum und dem United States Holocaust Memorial Museum.